# Rugby 7 na Letnich Igrzyskach Olimpijskich 2020 – światowy turniej kwalifikacyjny mężczyzn
Światowy turniej kwalifikacyjny mężczyzn do olimpijskiego turnieju rugby 7 mężczyzn 2020 miał na celu wyłonienie jednej męskiej reprezentacji narodowej w rugby 7, która uzyskała awans na rozgrywane w Tokio Letnie Igrzyska Olimpijskie 2020.
W połowie grudnia 2019 roku World Rugby ogłosił, iż oba turnieje ostatniej szansy odbędą się na stadionie Ludwika II w Monako w dniach 19–20 czerwca 2021 roku, a zgodnie ze schematem kwalifikacji wszystkim sześciu regionalnym związkom przydzielono po dwa miejsca.
Losowanie grup – zarówno turnieju męskiego, jak i żeńskiego – zostało zaplanowane na 11 maja 2021 roku w Monako, a przed nim wycofały się reprezentacje Chin i Brazylii, toteż pozostałe zespoły zostały podzielone na pięć koszyków. Przeprowadzone przez księcia Alberta losowanie wyłoniło dwie pięciozespołowe grupy. W tym samym miesiącu potwierdzono, że zawody odbędą się z udziałem publiczności, choć ograniczonej do pięciu tysięcy widzów, a ceny biletów kształtowały się w granicach 10-20 euro za dzień – jednocześnie nieznacznie zmodyfikowano harmonogram pojedynków przenosząc dwa z nich na piątkowy wieczór, aby żaden z zespołów nie rozegrał w danym dniu więcej niż trzy mecze. Składy i charakterystyki zespołów.
Zawody zaplanowano do rozegrania w dziesięciozespołowej obsadzie. W pierwszej fazie reprezentacje rywalizować miały systemem kołowym w ramach dwóch pięciozespołowych grup, po czym następowała faza pucharowa – po dwie czołowe drużyny z każdej grupy zmierzyły się w półfinałach, którego zwycięzcy walczyli w finale o jedno premiowane awansem na igrzyska miejsce. Już po przybyciu do Monako wśród ugandyjskiej delegacji zanotowano zakażenia wirusem SARS-CoV-2, zatem zespół ten został wycofany z rozgrywek.
W swoich grupach wysoko zwyciężały Francja i Irlandia, które następnie spotkały się w finale. Przegrywający do przerwy 7:12 Irlandczycy w drugiej połowie zdobyli trzy przyłożenia wobec jednego dla Francji i tym samym zwyciężyli w tym spotkaniu gwarantując sobie miejsce w tokijskich igrzyskach.

## Zakwalifikowane drużyny
| Kwalifikacja                                 | Data                 | Gospodarz         | Miejsca | Zakwalifikowani  |
| -------------------------------------------- | -------------------- | ----------------- | ------- | ---------------- |
| Południowoamerykański turniej kwalifikacyjny | 29–30 czerwca 2019   | Chile             | 2       | Brazylia Chile   |
| RAN Sevens 2019                              | 6–7 lipca 2019       | Kajmany           | 2       | Jamajka Meksyk   |
| Europejski turniej kwalifikacyjny            | 13–14 lipca 2019     | Francja           | 2       | Francja Irlandia |
| Mistrzostwa Oceanii 2019                     | 7–9 listopada 2019   | Fidżi             | 2       | Samoa Tonga      |
| Mistrzostwa Afryki 2019                      | 8–9 listopada 2019   | Południowa Afryka | 2       | Uganda Zimbabwe  |
| Azjatycki turniej kwalifikacyjny             | 23–24 listopada 2019 | Korea Południowa  | 2       | Hongkong Chiny   |
| Razem                                        |                      |                   | 12      |                  |

## Faza grupowa

### Grupa A
| 18 czerwca 202118:00 | Zimbabwe | 21:0 | Meksyk | Stadion Ludwika II, Monako |
| 18 czerwca 202118:00 |          | 21:0 |        | Stadion Ludwika II, Monako |

| 19 czerwca 202109:28 | Samoa | 69:5 | Meksyk | Stadion Ludwika II, Monako |
| 19 czerwca 202109:28 |       | 69:5 |        | Stadion Ludwika II, Monako |

| 19 czerwca 202109:50 | Irlandia | 31:10 | Zimbabwe | Stadion Ludwika II, Monako |
| 19 czerwca 202109:50 |          | 31:10 |          | Stadion Ludwika II, Monako |

| 19 czerwca 202112:12 | Irlandia | 31:0 | Meksyk | Stadion Ludwika II, Monako |
| 19 czerwca 202112:12 |          | 31:0 |        | Stadion Ludwika II, Monako |

| 19 czerwca 202112:34 | Samoa | 47:5 | Tonga | Stadion Ludwika II, Monako |
| 19 czerwca 202112:34 |       | 47:5 |       | Stadion Ludwika II, Monako |

| 19 czerwca 202115:24 | Irlandia | 43:0 | Tonga | Stadion Ludwika II, Monako |
| 19 czerwca 202115:24 |          | 43:0 |       | Stadion Ludwika II, Monako |

| 19 czerwca 202117:39 | Samoa | 33:7 | Zimbabwe | Stadion Ludwika II, Monako |
| 19 czerwca 202117:39 |       | 33:7 |          | Stadion Ludwika II, Monako |

| 19 czerwca 202118:01 | Tonga | 21:12 | Meksyk | Stadion Ludwika II, Monako |
| 19 czerwca 202118:01 |       | 21:12 |        | Stadion Ludwika II, Monako |

| 20 czerwca 202113:08 | Tonga | 17:26 | Zimbabwe | Stadion Ludwika II, Monako |
| 20 czerwca 202113:08 |       | 17:26 |          | Stadion Ludwika II, Monako |

| 20 czerwca 202113:33 | Samoa | 7:21 | Irlandia | Stadion Ludwika II, Monako |
| 20 czerwca 202113:33 |       | 7:21 |          | Stadion Ludwika II, Monako |

### Grupa B
| 19 czerwca 202110:12 | Francja | 40:0 | Jamajka | Stadion Ludwika II, Monako |
| 19 czerwca 202110:12 |         | 40:0 |         | Stadion Ludwika II, Monako |

| 19 czerwca 202112:56 | Hongkong | 31:5 | Jamajka | Stadion Ludwika II, Monako |
| 19 czerwca 202112:56 |          | 31:5 |         | Stadion Ludwika II, Monako |

| 19 czerwca 202113:18 | Francja | 43:7 | Chile | Stadion Ludwika II, Monako |
| 19 czerwca 202113:18 |         | 43:7 |       | Stadion Ludwika II, Monako |

| 19 czerwca 202115:46 | Hongkong | 26:15 | Chile | Stadion Ludwika II, Monako |
| 19 czerwca 202115:46 |          | 26:15 |       | Stadion Ludwika II, Monako |

| 19 czerwca 202118:23 | Chile | 31:5 | Jamajka | Stadion Ludwika II, Monako |
| 19 czerwca 202118:23 |       | 31:5 |         | Stadion Ludwika II, Monako |

| 20 czerwca 202113:58 | Francja | 36:5 | Hongkong | Stadion Ludwika II, Monako |
| 20 czerwca 202113:58 |         | 36:5 |          | Stadion Ludwika II, Monako |

## Faza pucharowa
|  |                 |          |          |                 |    |         |         |       |
|  | Półfinał        | Półfinał | Półfinał |                 |    | Finał   | Finał   | Finał |
|  | Półfinał        | Półfinał | Półfinał |                 |    | Finał   | Finał   | Finał |
|  | 20 czerwca 2021 |          |          |                 |    |         |         |       |
|  |                 |          |          |                 |    |         |         |       |
|  | Francja         | Francja  | 31       |                 |    |         |         |       |
|  | Francja         | Francja  | 31       | 20 czerwca 2021 |    |         |         |       |
|  | Samoa           | Samoa    | 0        |                 |    |         |         |       |
|  | Samoa           | Samoa    | 0        |                 |    | Francja | Francja | 19    |
|  | 20 czerwca 2021 |          |          |                 |    | Francja | Francja | 19    |
|  |                 |          | Irlandia | Irlandia        | 28 |         |         |       |
|  | Irlandia        | Irlandia | Irlandia | Irlandia        | 28 | 28      |         |       |
|  | Irlandia        | Irlandia |          |                 |    |         |         |       |
|  | Hongkong        | Hongkong | 5        |                 |    |         |         |       |
|  | Hongkong        | Hongkong | 5        |                 |    |         |         |       |

| 20 czerwca 202116:23 | Francja | 31:0 | Samoa | Stadion Ludwika II, Monako |
| 20 czerwca 202116:23 |         | 31:0 |       | Stadion Ludwika II, Monako |

| 20 czerwca 202116:45 | Irlandia | 28:5 | Hongkong | Stadion Ludwika II, Monako |
| 20 czerwca 202116:45 |          | 28:5 |          | Stadion Ludwika II, Monako |

| 20 czerwca 202119:07 | Francja | 19:28 | Irlandia | Stadion Ludwika II, Monako |
| 20 czerwca 202119:07 |         | 19:28 |          | Stadion Ludwika II, Monako |